# Куако, Рене
Рене Куако (фр. René Coicaud, 25 августа 1927 — 1 октября 2000) — французский фехтовальщик-рапирист, призёр Олимпийских игр и чемпионата мира.

## Биография
Родился в 1927 году в Либурне. В 1956 году стал серебряным призёром Олимпийских игр в Мельбурне. В 1957 году завоевал серебряную медаль чемпионата мира.